# Grzegorz Gajdus
Grzegorz Gajdus (Skórcz, 16 gennaio 1967) è un ex maratoneta polacco.
Il 12 ottobre 2003 ha stabilito il primato nazionale nella maratona in 2h09'23", nella maratona di Eindhoven.

## Altre competizioni internazionali
1992
- Oro alla Maratona d'Italia ( Carpi) - 2h12'36"

1993
- Bronzo alla Maratona di Londra ( Londra) - 2h11'07"
- 9º alla Maratona di New York ( New York) - 2h15'34"

1994
- 5º alla Maratona di Londra ( Londra) - 2h09'49"

1996
- Argento alla Maratona di Eindhoven ( Eindhoven) - 2h11'27"

1997
- 4º alla Maratona di Eindhoven ( Eindhoven) - 2h13'04"

1998
- Oro alla Maratona di Eindhoven ( Eindhoven) - 2h10'51"
- Argento alla Maratona di Vienna ( Vienna) - 2h09'45"

1999
- Oro alla Maratona di Zagabria ( Croazia) - 2h16'40"
- Bronzo alla Maratona del lago Biwa ( Ōtsu) - 2h11'37"

2002
- Argento alla Maratona di Eindhoven ( Eindhoven) - 2h10'49"

2003
- 4º alla Maratona di Eindhoven ( Eindhoven) - 2h09'22"

2005
- Oro alla Maratona di Danzica ( Danzica) - 2h23'47"
- Oro alla Maratona di Varsavia ( Varsavia) - 2h14'50"

2006
- Oro alla Maratona di Danzica ( Danzica) - 2h19'40"